# Chokosabe Motochika

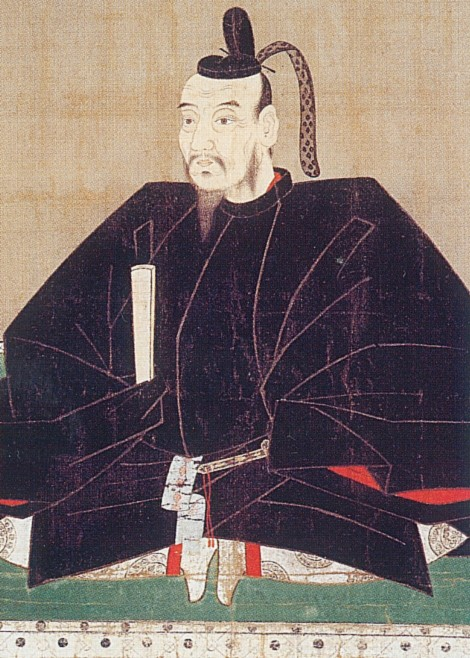
Chosokabe Motochika

Chosokabe Motochika (1539 - 1599) foi um guerreiro e senhor da província de Tosa. Expandiu seu reinado a toda a ilha de Shikoku incluindo outras províncias mas foi derrotado pelos generais de Hideyoshi. É mais conhecido por ter criado um conjunto de leis do estado (bunkoku-ho) em sua província.